# Aleksandrówek
Aleksandrówek [pronunciación en polaco: /alɛksanˈdruvɛk/] es un pueblo ubicado en el distrito administrativo de Gmina Łask, dentro del distrito de Łask, voivodato de Łódź, en Polonia central. Se encuentra aproximadamente a 6 kilómetros al sureste de Łask y a 31 kilómetros al suroeste de la capital regional Łódź.
El pueblo tiene una población de 120 habitantes.